# Floyd’s Pro Cycling
Floyd’s Pro Cycling war ein kanadisches Radsportteam mit Sitz in Montreal.

## Geschichte
Das Team wurde zur Saison 2019 durch den ehemaliger Radrennfahrer Floyd Landis gegründet, nachdem ihm im Rahmen des Vergleichs im Dopingskandal um Lance Armstrong 1,1 Millionen Dollar zugesprochen wurden. Offizieller Sponsor war der Cannabis-Shop von Landis Floyd’s of Leadville.
In das Team wurden Manager, sportlicher Leiter und Fahrer vom Team Silber Pro Cycling sowie Fahrer vom Team Jelly Belly p/b Maxxis übernommen, bei denen im Vorjahr die Hauptsponsoren ihr Engagement beendet hatten. Das Team bestand aus 12 Fahrern und startete in den UCI Continental Circuits in Europa, Asien und Amerika. Trotz zehn Erfolgen in einer Saison und Platz 3 in der UCI America Tour 2019 fand das Team keinen neuen Hauptsponsor für die Saison 2020 und wurde deshalb nach bereits einer Saison aufgelöst.

## Erfolge
2019
| Datum    | Rennen                                        | Kat. | Fahrer            |
| -------- | --------------------------------------------- | ---- | ----------------- |
| 12. Juli | Chrono Kristin Armstrong                      | 1.2  | Serghei Țvetcov   |
| 28. Juni | NM Rumänien – Einzelzeitfahren                | NC   | Serghei Țvetcov   |
| 21. Juni | dritte Etappe Tour de Beauce (3a)             | 2.2  | Serghei Țvetcov   |
| 16. Juni | Gesamtwertung Grand Prix Cycliste de Saguenay | 2.2  | Nickolas Zukowsky |
| 3. Mai   | dritte Etappe Tour of the Gila                | 2.2  | Serghei Țvetcov   |
| 2. Mai   | zweite Etappe Tour of the Gila                | 2.2  | Travis McCabe     |
| 8. April | dritte Etappe Tour de Langkawi                | 2.HC | Travis McCabe     |
| 7. April | vierte Etappe Joe Martin Stage Race           | 2.2  | Alexander Cowan   |
| 21. März | Gesamtwertung Tour de Taiwan                  | 2.1  | Jonathan Clark    |
| 18. März | zweite Etappe Tour de Taiwan                  | 2.1  | Jonathan Clark    |

## Platzierungen in UCI-Ranglisten
UCI America Tour
| Saison | Mannschaftswertung | Fahrerwertung        |
| ------ | ------------------ | -------------------- |
| 2019   | 3.                 | Keegan Swirbul (31.) |

UCI Europe Tour
| Saison | Mannschaftswertung | Fahrerwertung          |
| ------ | ------------------ | ---------------------- |
| 2019   | -                  | Serghei Țvetcov (233.) |